# Марк Енумба
Марк Франсуа Енумба (фр. Marc François Enoumba, нар. 4 березня 1993, Дуала) — болівійський футболіст камерунського походження, захисник клубу «Зе Стронгест» і національної збірної Болівії.

## Клубна кар'єра
Майбутній гравець починав займатися футболом на аматорському рівні на батьківщині, у Камеруні. Згодом перебрався до Бельгії, де безуспішно проходив оглядини у місцевих командах.
2016 року відгукнувся на пропозицію спробувати свої сили у Болівії, країні, про яку він на той час нічого не знав. На новому місці починав грати за нижчолігові «Мунісіпаль де Тікіпая» та «Депортіво Ескара», паралельно опановуючи іспанську мову.
На фактурного африканця звернули увагу представника провідних болівійських команд, і з 2018 року він вже захищав кольори «Олвейс Реді», у складі якого 2020 року здобув титул чемпіона Болівії.
Протягом 2023 року захищав кольори «Рояль Парі», після чого перейшов до лав «Зе Стронгест».

## Виступи за збірну
Провівши п'ять років у Болівії, отримав можливість стати громадянином цієї країни і 2021 року був уперше викликаний до складу національної збірної Болівії.
| Дата       | Місто      | Господарі | Результат | Гості    | Турнір            | Голи | Примітки |
| ---------- | ---------- | --------- | --------- | -------- | ----------------- | ---- | -------- |
| 2-9-2021   | Ла-Пас     | Болівія   | 1 – 1     | Колумбія | Відбір до ЧС 2022 | -    | 46'      |
| 5-9-2021   | Монтевідео | Уругвай   | 4 – 2     | Болівія  | Відбір до ЧС 2022 | -    | 54' 66'  |
| 7-10-2021  | Гуаякіль   | Еквадор   | 3 – 0     | Болівія  | Відбір до ЧС 2022 | -    | 66'      |
| 10-10-2021 | Ла-Пас     | Болівія   | 1 – 0     | Перу     | Відбір до ЧС 2022 | -    | 46'      |
| 14-10-2021 | Ла-Пас     | Болівія   | 4 – 0     | Парагвай | Відбір до ЧС 2022 | -    |          |
| 1-2-2022   | Ла-Пас     | Болівія   | 2 – 3     | Чилі     | Відбір до ЧС 2022 | 1    |          |
| 20-11-2022 | Арекіпа    | Перу      | 1 – 0     | Болівія  | товариський матч  | -    | 71'      |
| Усього     |            | Матчів    | 7         |          | Голів             | 1    |          |

## Титули і досягнення
- Чемпіон Болівії (1):

«Олвейс Реді»: 2020